# Liste der Monuments historiques in Guitinières
Die Liste der Monuments historiques in Guitinières führt die Monuments historiques in der französischen Gemeinde Guitinières auf.

## Liste der Bauwerke
| Bezeichnung      | Beschreibung              | Standort | Kennzeichnung | Schutzstatus | Datum     | Bild           |
| ---------------- | ------------------------- | -------- | ------------- | ------------ | --------- | -------------- |
| Kirche St-Romain | Erbaut im 12. Jahrhundert | (Lage)   | PA00104707    | Inscrit      | 1925 2000 | weitere Bilder |